# Only with you
 (février 2024).
Si vous disposez d'ouvrages ou d'articles de référence ou si vous connaissez des sites web de qualité traitant du thème abordé ici, merci de compléter l'article en donnant les références utiles à sa vérifiabilité et en les liant à la section « Notes et références ».
Only with you est un titre dance de Captain Hollywood Project sorti en 1993. Il est le deuxième single tiré de l'album Love Is Not Sex.